# Lake Henry (Minnesota)
Lake Henry – miasto w Stanach Zjednoczonych, w stanie Minnesota, w hrabstwie Stearns.